# Ján Imrich
Ján Imrich (* 21. prosince 1995) je slovenský profesionálny hráč curlingu.

## Klubová kariéra
Odchovanec MFK Stará Ľubovňa. Od července 2011 hostoval ve východoslovenském týmu MFK Košice, kde hrál v mládežnickém týmu.
V březnu 2014 odešel do Polska do týmu Sandecja Nowy Sącz, kde již působili jeho krajané Matej Náther, Peter Petrán, Rudolf Urban a Richard Kačala.